# Darin

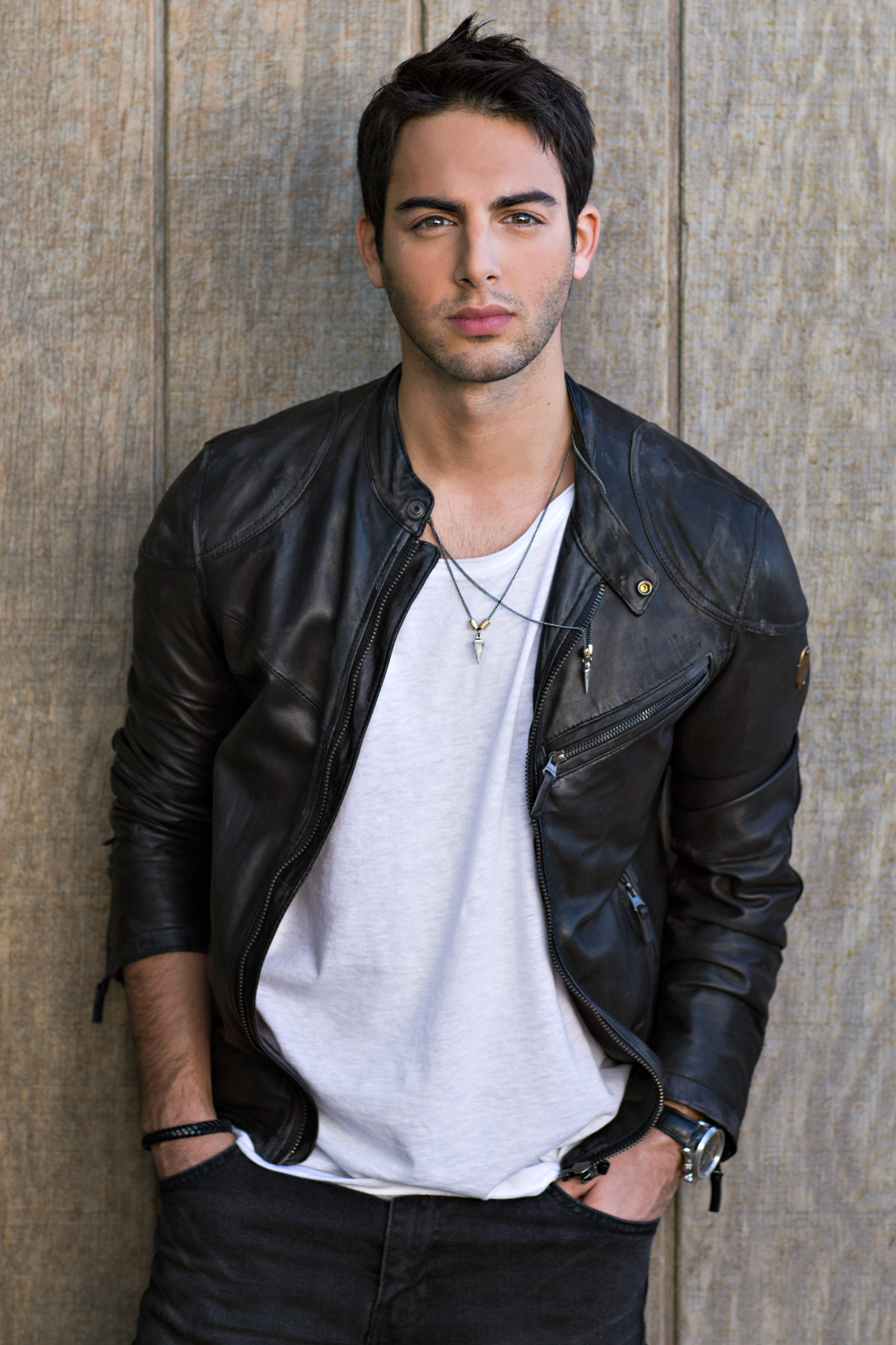
Darin (2014)

Darin Zanyar (ur. 2 czerwca 1987 w Sztokholmie) – szwedzki piosenkarz pochodzenia  kurdyjskiego.
W 2004 zajął drugie miejsce w finale pierwszej szwedzkiej edycji programu Idol. Po udziale w programie podpisał kontrakt płytowy z wytwórnią Sony BMG. Wydał łącznie dziewięć albumów studyjnych: The Anthem (2005), Darin (2005), Break the News (2006), Flashback (2008), Lovekiller  (2010), Exit (2013), Fjärilar i magen (2015), Tvillingen (2017) i En Annan jag (2023) oraz jeden minialbum, My Purple clouds (2022).
W 2005 wystąpił jako gość muzyczny podczas koncertu Lilla Melodifestivalen. W 2010 zajął czwarte miejsce z utworem „You’re Out of My Life” w finale programu Melodifestivalen 2010, wyłaniającego reprezentanta Szwecji w 55. Konkursie Piosenki Eurowizji.
Do 2020 roku mieszkał w Vällingby, w okolicach Sztokholmu. Obecnie zaś mieszka na Majorce. Pochodzi z kurdyjskiej rodziny, posługuje się językiem kurdyjskim. W 2005 odebrał nagrodę „Kurda roku”. W sierpniu 2020 ujawnił publicznie, że jest gejem.

## Dyskografia
- 2005: The Anthem
- 2005: Darin
- 2006: Break the News
- 2008: Flashback
- 2010: Lovekiller
- 2013: Exit
- 2015: Fjärilar i magen
- 2017: Tvillingen
- 2022: My purple clouds - EP
- 2023: En annan jag

## Nagrody i wyróżnienia
| Rok  | Kategoria                    | Tytułem            | Nagroda     | Nota       | Źródło |
| ---- | ---------------------------- | ------------------ | ----------- | ---------- | ------ |
| 2005 | Årets svenska manliga artist | Darin              | Rockbjörnen | Zwycięstwo | [ 6 ]  |
| 2006 | Årets pop manlig             | Darin              | Grammis     | Nominacja  | [ 7 ]  |
| 2006 | Årets nykomling              | Darin              | Grammis     | Nominacja  | [ 8 ]  |
| 2006 | Årets låt                    | "Money fo Nothing" | Grammis     | Zwycięstwo | [ 9 ]  |
| 2007 | Årets pop manlig             | Break the News     | Grammis     | Nominacja  | [ 10 ] |